# Timblin
Timblin es un borough ubicado en el condado de Jefferson en el estado estadounidense de Pensilvania. En el año 2000 tenía una población de 151 habitantes y una densidad poblacional de 64 personas por km².

## Geografía
Timblin se encuentra ubicado en las coordenadas 40°57′58″N 78°12′02″O / 40.96611, -78.20056.

## Demografía
Según la Oficina del Censo en 2000 los ingresos medios por hogar en la localidad eran de $30,625 y los ingresos medios por familia eran $35,139. Los hombres tenían unos ingresos medios de $29,219 frente a los $38,125 para las mujeres. La renta per cápita para la localidad era de $14,831. Alrededor del 4.6% de la población estaba por debajo del umbral de pobreza.